# Grb Mestne občine Slovenj Gradec
Grb Mestne občine Slovenj Gradec ima obliko ščita s poljem modre barve. Na modrem polju je srebrn (bel) stolp z odprtimi polkrožnimi vrati in napol dvignjeno dvižno mrežo. Koničasta streha je zaključena s krajšim drogom, ki ima na vrhu kroglo. Tesno ob osrednjem stolpu, ki je nekoliko pomaknjen navzdol, je neposredno na njega na vsaki strani prislonjen srebrn (bel) stražni stolp, ki je za polovico ožji od osrednjega. V prvem nadstropju sta stražna stolpa odprta s podolgovatim oknom, nadzidek z dvema cinama pa se pne do višine krogle osrednjega stolpa. Način zidave je shematično prikazan s kvadriranjem vseh površin, razen strehe.
Grbu občine in mesta Slovenj Gradec je osnova mestni pečat iz začetka 14. stoletja, ki je shematično prilagojen klasični grbovni obliki ščita.